# Lijst van archieven in Gent
Dit is een lijst van archieven in Gent.
- Amsab-Instituut voor Sociale Geschiedenis
- Archief Gent (voorheen Stadsarchief Gent en OCMW Archief Gent)
- Archief van het Bisdom Gent
- Documentair archief van de redactie van De Morgen, regio Gent (César Van der Poel)
- Gents Amusements Theater
- Liberaal Archief
- Rijksarchief te Gent
- Universiteitsarchief Gent